# Robert Bošković
Robert Bošković - Žarak (Dubrovnik, 11. veljače 1977.) je hrvatski kazališni, televizijski, filmski glumac i redatelj. 

## Filmografija

### Televizijske uloge
- "Kad zvoni?" kao Žac (2005.)
- "Ljubav u zaleđu" kao Teo (2005.)
- "Obični ljudi" kao šef marketinga (2007.)
- "Cimmer fraj" kao redatelj Aldo (2007.)
- "Zakon ljubavi" kao Mario (2008.)
- "Žutokljunac" kao Zdenko (2008.)
- "Pod sretnom zvijezdom" kao doktor (2011.)
- "Studio 45" kao gost (2011.)
- "Subotom ujutro" kao gost (2014.)
- "Svakodnevno" kao gost emisije (2014.)
- "Ritam grada" kao gost emisije (2015.)
- "Dobro jutro, Hrvatska" kao gost emisije (2019.-2020.)
- "IN Magazin" kao gost rubrike "Kuhanje je IN" (2019.)

### Filmske uloge
- "Nebo, sateliti" kao srpski vojnik #4 (2000.)
- "Brija" kao Deni (2012.)

### Sinkronizacija
- "Tom i Jerry" kao Tom ("Tišinu molim" i "Plašljiva kućna mačka")
- "Merlin protiv Djeda Mraza"
- "Batman: Animirana serija" kao Robin i Dick Grayson
- "Power Rangers: Samurai" kao Mike Fernandez (Zeleni Rendžer)
- "Robot i čudovište" kao čudovište
- "Legenda o Korri"
- "Ružica Šarenić"
- "Dora istražuje" kao kralj jednorog
- "Čudnovili roditelji" kao Mark Chang i dr. Rip Studwell
- "Pingvini s Madagaskara" kao Barry, dijete Kazoo, fotograf, vozač, Leonard i Randy
- "Smešariki" kao Pogo
- "Simsala Grimm" kao Henrik, Braco, najmlađi brat, kraljević Edward, Gašpar, kralj Nikola, kraljević Berto i ostale sporedne uloge
- "Looney Tunes" kao prase Svinjko ("Prase je, zna se, prase")
- "Zekoslav Mrkva: 1001 zečja priča" kao Ivek i miš iz Guadalupa
- "Život i pustolovine Djeda Božićnjaka" kao Nikola
- "Barbie u Krcko Oraščiću" kao Orašar i Princ Erik (2001.)
- "Barbie Matovilka" kao princ Stjepan (2002.)
- "Put u El Dorado" kao Miguel (2002.)
- "Action Man" kao Ricky Singh-Baines (2002.)
- "Zemlja daleke prošlosti 9: Putovanje do velike vode" kao Mo (2002.)
- "Barbie na labuđem jezeru" kao princ Danijel (2003.)
- "Ružno pače" kao Niko (2003.)
- "Charlotteina mreža 2: Wilburova avantura" kao Wilbur (2003.)
- "Sinbad: Legenda o sedam mora" kao Sinbad (2003.)
- "Barbie: Princeza i seoska djevojčica" kao kralj Dominik (2004.)
- "Leif Ericson: Dječak koji je otkrio Ameriku" kao Leif Ericson (2004.)
- "Tom i Jerry: Brzi i dlakavi" kao Gorthan (2005.)
- "Barbie i 12 rasplesanih princeza" kao princ Derek (2006.)
- "Mumini" kao Bobo i policajac i troll (2006.)
- "Barbie: Princeza s otoka" kao princ Antonio (2007.)
- "Priča o mišu zvanom Despero" kao Despero (2008.)
- "Sezona lova 2" kao striček Viršl (2008.)
- "Spužva Bob Skockani" kao Patrik i gospodin Kliještić (2009.-2020.)
- "iCarly" kao Gibby Gibson i Chuck (2010.-2012.)
- "Planet Sheen" kao Dorkus Aurelius (2010.-2013.)
- "S.T.O.P." kao Puppy Ollie (2010.-2015.)
- "Big Time Rush" kao gusar (2011.)
- "Pahuljica: Bijeli gorila" kao pripovjedač i Ailur (2011.)
- "Avanture neustrašivog Teda" kao Ted Stones (2012.)
- "Kung Fu Panda: Legende o fenomentastičnom" kao majstor Yao (2012.)
- "Sammy 2: Morska avantura" kao morski konjic Tremaine, japanski ribar i ronilac (2012.)
- "Čudnovati Božić" kao medenjak Ed (2012.)
- "Čovjek s Mjeseca" kao publika, prodavač sladoleda i čistač na maskenbalu (2012.)
- "Pipi Duga Čarapa: Pipi se ukrcava" kao Blum (2012.)
- "Legenda o Chimi" (2013.)
- "Nicky Deuce" kao policajac (2013.)
- "Super špijunke" kao Timmy i Grey (2013.)
- "Varalice" kao Darren Vader (2013.)
- "Pustolovine Prudence Petitpas" kao Joseffe, klinac #2, pastir ovaca #2, pokraden građanin #2 i Eddie Starkley (2013.)
- "Sanjay i Craig" kao Remington Tufflips (2013.-2016.)
- "Potraga za Nemom" kao muška ptica (2003.)
- "Kralj lavova 2: Simbin ponos" kao Kovu (2004.)
- "Kralj lavova 3: Hakuna matata" (2004.)
- "101 dalmatinac" kao Srećko (2010.)
- "Sofija Prva" kao Zvjerovun Wilbur (2013.)
- "Ernest i Celestina" kao mišje dijete, mišji građanin na biciklu, mišji prodavač vrućeg grada, mišji posjetitelj, mišji učitelj i mišji prodavač s novinama (2014.)
- "Henry Opasan" kao Ray Manchester (2014.-2020.)
- "100 stvari koje moraš učiniti prije srednje škole" kao Paul Schmolitor (2014.-2016.)
- "Dora i prijatelji" (2015.)
- "Spužva Bob Skockani: Spužva na suhom" kao Patrik i Gospodin Kliještić (2015.)
- "Pobuna letećih majmuna" kao Ozzy (2015.)
- "Ludo krstarenje pomoćnik konobara" (2015.)
- "U laži su kratki zubi" kao Davis Pell (2015.)
- "Kronike Matta Hattera" kao Gomez (2015.)
- "Hej Dagi" kao Piko, mali noj, Eugenije, Đonijev partner miš #2, član pingvinske škvadre Boris i sporedni likovi (2015.)
- "Nicky, Ricky, Dicky i Dawn" kao gospodin Williams (2015.-2016.)
- "Pustolovine hrabrog pjetlića" kao Sivi, Crveni i Carter (2015.)
- "Sezona lova: Lud od straha" kao Eliot i gospar Vlaho (2016.)
- "Top Cat: Mačak za 5" kao inspektor Peh (2016.)
- "Promjena igre" kao Jerrold i Lawrence (2016.-2017.)
- "Violetta" kao Broduey (2016.-2017.)
- "Kuća obitelji Glasnić" kao Roki (2017.)
- "Snježna kraljica 3: Vatra i led" kao Rollan (2017.)
- "Banson je zvijer" kao čuvar lijekova i policajac (2017.)
- "Teletubbiesi" kao Tinky Winky i razni muški likovi u igranim segmentima (2017.-2018.)
- "Hej, Arnold! Zakon džungle" kao Ernie (2018.)
- "Miraculous: Pustolovine bubamare i crnog mačka" kao Vincent Aza/Pixelator (2018.)
- "Snježna kraljica 4: Zemlja zrcala" kao Rollan (2019.)
- "Inspektor Gadget" kao prof. Von Slikstein (2018.-2019.)
- "Pustolovine Kida Opasnog" kao Ray Manchester (2020.)
- "Spužva Bob Skockani: Spužva u bijegu" kao Patrik i Gospodin Kliještić (2020.)
- "Opasne Snage" kao Ray Manchester (2020.)
- "Kapetan Clark" (2021.)
- "Spašavanje Bikini doline: Lunin film" kao Patrik i Gospodin Kliještić (2024.)

## Vanjske poveznice
- Robert Bošković u internetskoj bazi filmova IMDb-u (engl.)